# USS Ronald Reagan (CVN-76)
Рональд Рейган (англ. USS Ronald Reagan (CVN-76)) — американський авіаносець класу «Німіц», дев'ятий корабель цього класу. Названий на честь 40-го президента США Рональда Рейгана.
Закладений 6 лютого 1998 року, спущений на воду 4 березня 2001 року, включений до складу флоту 12 липня 2003 року.
Авіаносець «Рональд Рейган» став одним з небагатьох кораблів американського флоту, названих на честь живої людини, і першим, названим на честь президента, який був живий. У церемонії спуску на воду брали участь колишній президент Сполучених Штатів Джордж Буш і колишня перша леді Ненсі Рейган, сам Рональд Рейган не зміг бути присутнім через хворобу Альцгеймера. Рональд Рейган помер через 11 місяців після введення авіаносця до складу флоту США.
Авіаносець має дві відмінності від кораблів цієї серії. По-перше — замість чотирьох гальмівних тросів у нього їх три. При цьому заощаджене місце пішло на установку потужніших гальмівних систем, що дозволяють приймати важчі літаки. По-друге — для посилення остійності корабля при сильному хвилюванні, цей авіаносець, обладнаний бульбоподібною носовою частиною — форштевнем.
Порт приписки авіаносця — Сан-Дієго, штат Каліфорнія. Каюта командира авіаносця Террі Крафта — копія Червоної кімнати Білого дому, кабінету, в якому любив працювати Рональд Рейган в пору свого президентства. Там же встановлено стіл, за яким Рейган працював, будучи губернатором Каліфорнії.

## Загострення 2022 року
30 липня 2022 року з'явилася інформація, що Китай перекидає PHL-16 до провінції Фуцзянь, яка найближче до Тайваню. У відповідь Тайвань розгорнув свою ППО. До Тайваню направився авіаносець США USS Ronald Reagan (CVN-76), супроводжувати Ненсі Пелосі, яка вилетіла до Тайваню.

## Галерея

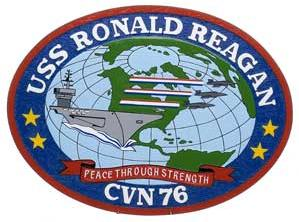
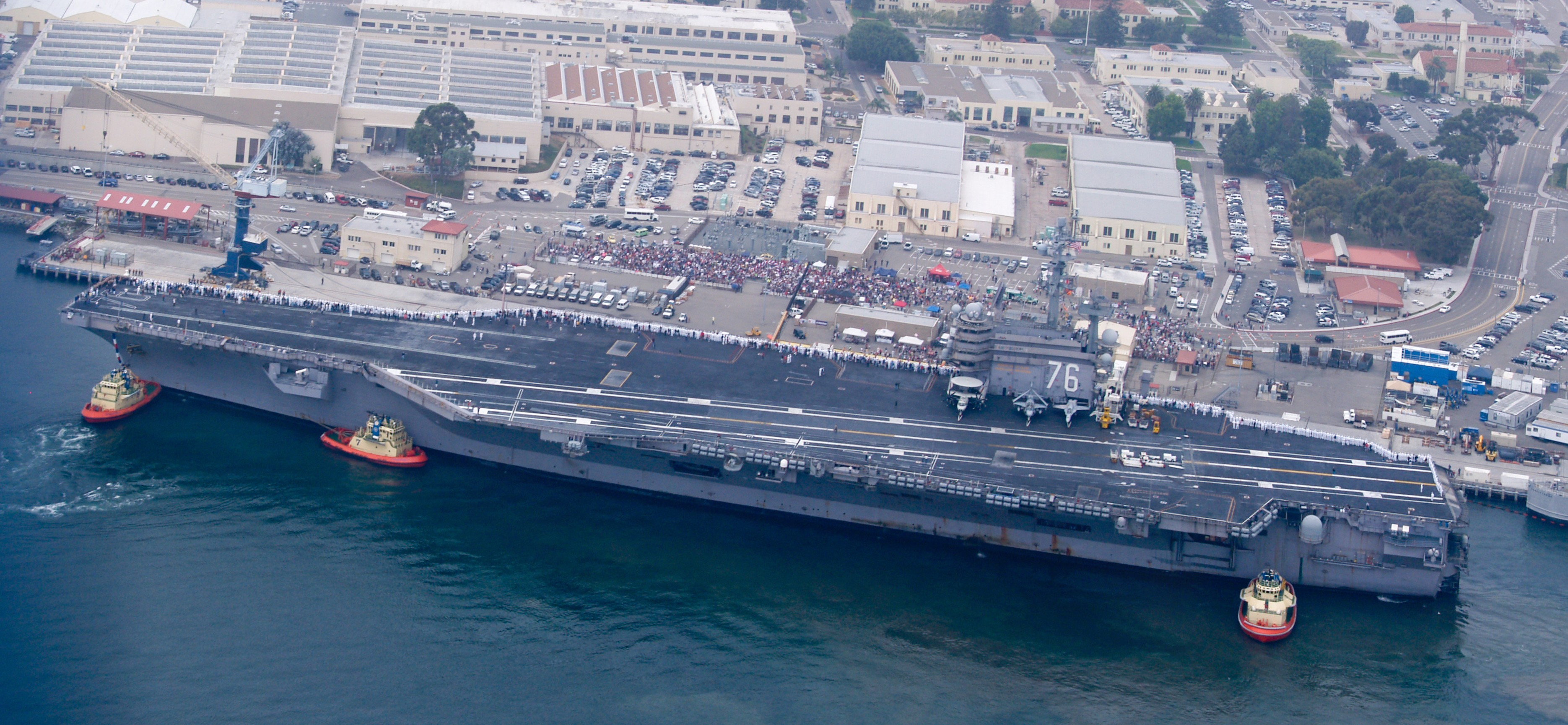
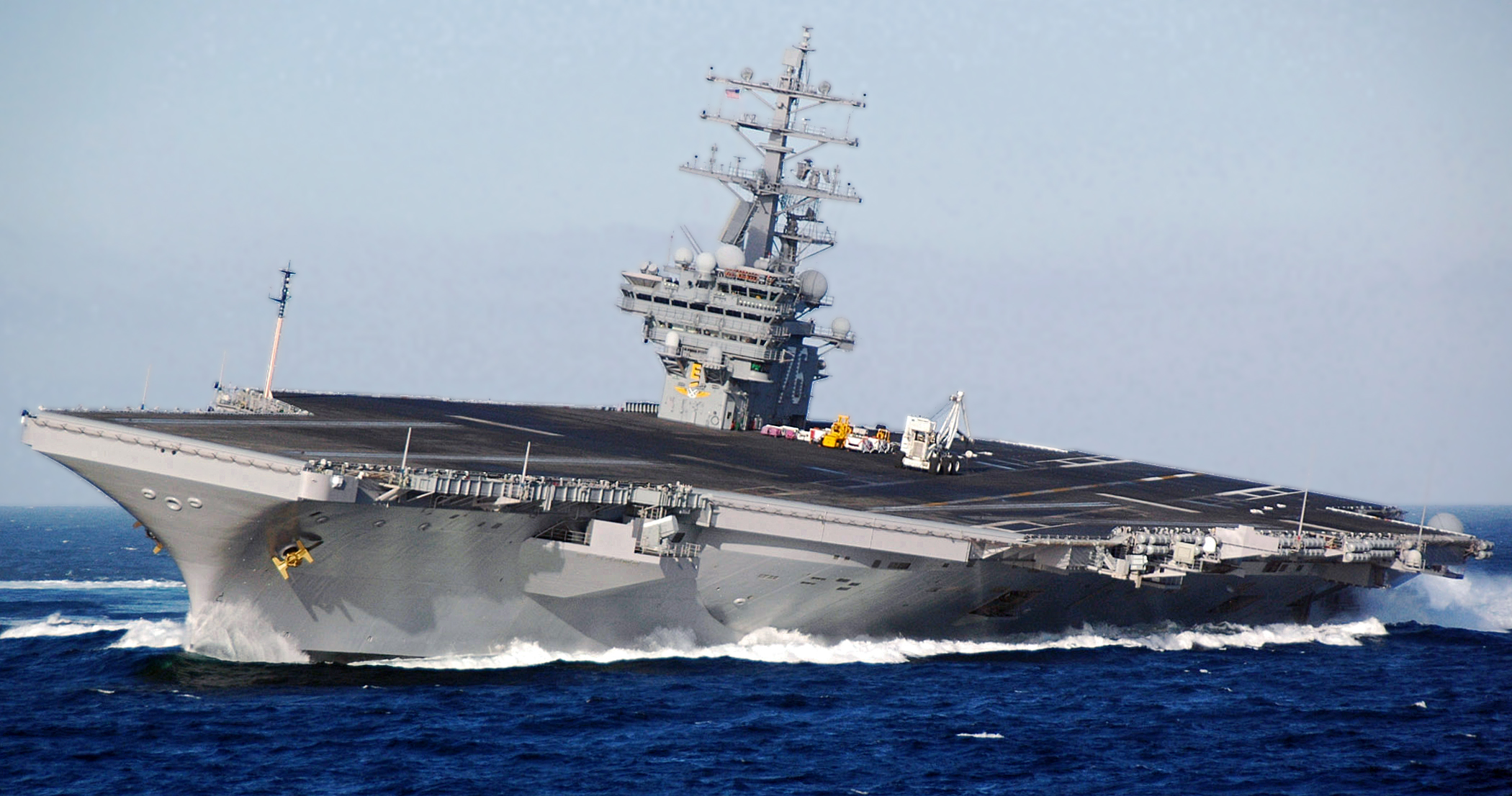
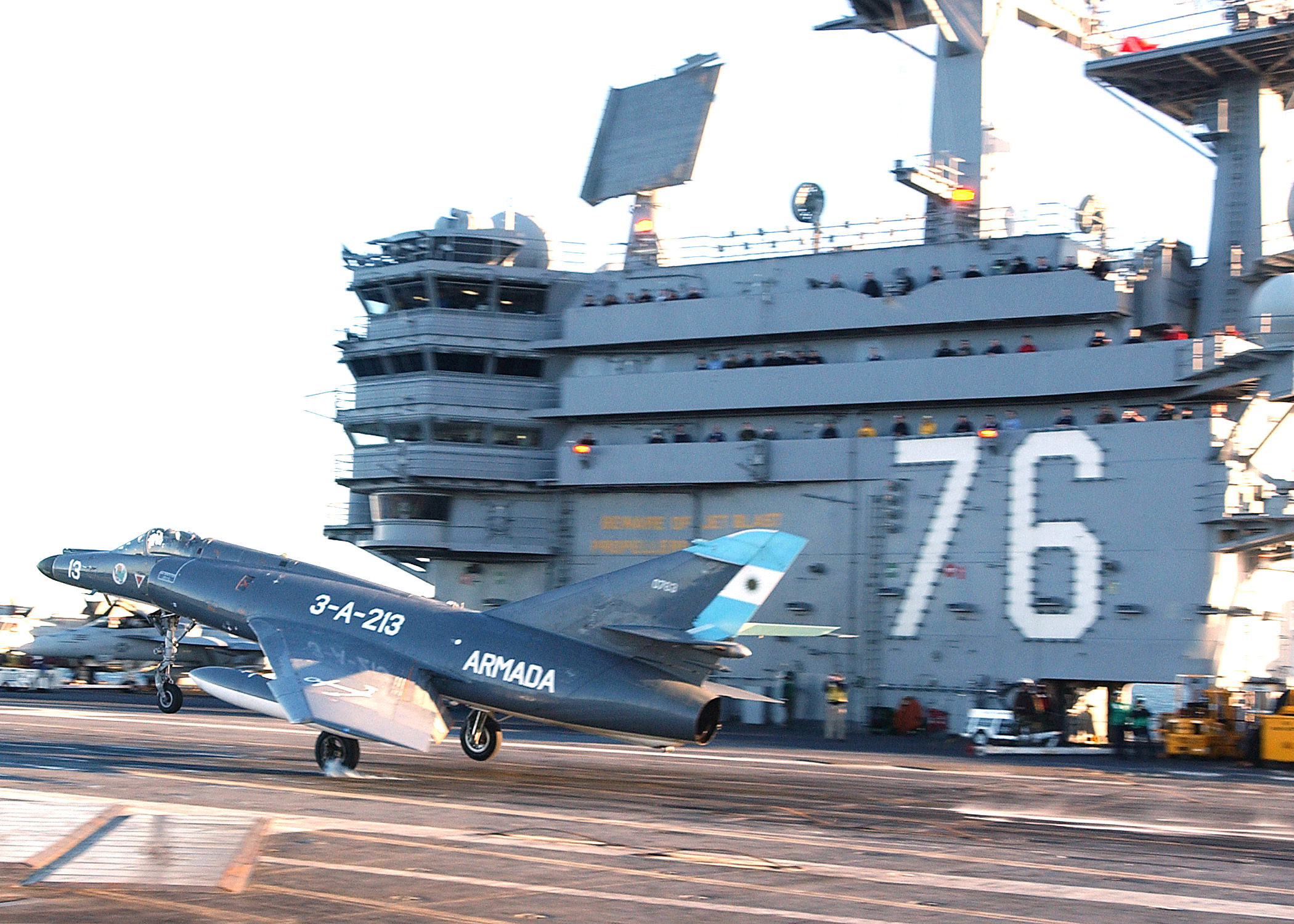